# Obra completa de Manuel de Pedrolo
Aquest és un article sobre l'obra de l'escriptor català Manuel de Pedrolo. Aquest prolífic autor de la Segarra va conrear tots els gèneres literaris: poesia, poesia visual, teatre, novel·la, conte i assaig.

## Nota cronològica
L'extensa obra de Manuel de Pedrolo es va veure greument afectada no solament per la censura franquista, sinó també per la precària situació del mercat literari català durant la segona meitat del segle xx i això va fer que la publicació d'algunes de les seves novel·les arribés a retardar-se fins a quatre dècades. És per això que en aquesta bibliografia s'ha optat per incloure dues dates a continuació de cada obra; la primera data indicada fa referència a l'any d'escriptura, mentre que la segona data correspon a l'any de publicació.

## Poesia
- Els tentacles (1945/1996)
- Ésser en el món (1948/1949)
- Ésser per a la mort (1949/1996)
- Documents (1950/1996)
- Simplement sobre la terra (1950/1983)
- Dimensions mentals (1951/1996)
- Reixes a través (1951/1996)
- Roba bruta (1952/1996)
- He provat un gest amarg (1952/1996)
- Visat de trànsit (1954/1996)
- Sonda de temps (1955/1996)
- Esberla del silenci (1956/1996)
- Veus sense contacte (1959/1996)
- Arreu on valguin les paraules, els homes (1966/1975)
- Addenda: Poemes fora recull (_/1996)
- Us convida a l'acte (1981/2000)

## Teatre
- Els hereus de la cadira (1954/1980)
- La nostra mort de cada dia (1956/1958)
- Cruma (1957/1958)
- Homes i no (1957/1959)
- Sóc el defecte (1957/1975)
- Pell vella al fons del pou (1957/1975)
- Situació Bis (1958/1965)
- Darrera versió, per ara (1958/1971)
- Algú a l'altre cap de peça (1958/1975)
- Tècnica de cambra (1961/1964)
- Bones notícies de Sister (1962/1979)
- Acompanyo qualsevol cos (1962/1979)
- L'ús de la matèria (1963/1977)
- Aquesta nit tanquem (1973/1978)
- D'ara a demà (1977/1982)

## Reculls de contes
- El premi literari i més coses (1938/1953)
- Domicili provisional (1953/1956)
- L'interior és el final (1953/1974)
- El temps a les venes (1953/1974)
- Un món per a tothom (1954/1956)
- Cinc cordes (1954/1974)
- International setting (1955/1974)
- Crèdits humans (1956/1957)
- Violació de límits (1957/1957)
- Contes fora recull (1959/1975)
- Trajecte final (1974/1975)
- 7 relats d'intriga i ficció (1980/1987)
- Patologies diversament obscures (1981/1986)
- Disset contes i una excepció (/1990)
- Vint-i-vuit contes (1938/1990)

## Novel·la
- Elena de segona mà (1949/1967)
- Doble o res (Acte de Violència) (1950/1997)
- L'inspector fa tard (1953)
- Es vessa una sang fàcil (1952/1954)
- Cendra per Martina (1952/1965)
- Mister Chase, podeu sortir (1953/1955)
- L'inspector arriba tard (1953/1960)
- Avui es parla de mi (1953/1966)
- Balanç fins a la matinada (1953/1963)
- Estrictament personal (1954/1955)
- Una selva com la teva (1955/1960)
- Nou pams de terra (1955/1971)
- Les finestres s'obren de nit (1956/1957)
- Cops de bec a Pasadena (1956/1972)
- Introducció a l'ombra (1956/1972)
- La mà contra l'horitzó (1957/1961)
- Entrada en blanc (1958/1968)
- Perquè ha mort una noia (1958/1976)
- Pas de ratlla (1959/1972)
- Tocats pel foc (1959/1977)
- Un amor fora ciutat (1959/1978)
- Tants interlocutors a Bassera (1960/1992)
- Si són roses, floriran (1961/1971)
- Acte de Violència (Estat d'Excepció) (1961/1975)
- Solució de continuïtat (1962/1968)
- Viure a la intempèrie (1962/1974)
- M'enterro en els fonaments (1962/1967)
- Totes les bèsties de càrrega (1965/1967)
- Joc brut (1965/1965)
- A cavall de dos cavalls (1966/1967)
- Mossegar-se la cua (1967/2011)
- Milions d'ampolles buides (1968/1976)
- Hem posat les mans a la crònica (1969/1979)
- Obres púbiques (1971/1991)
- Espais de fecunditat irregulars (1972/1973)
- Algú que no hi havia de ser (1972/1974)
- Text/Càncer (1973/1974)
- Mecanoscrit del segon origen (1973/1974)
- Sòlids en suspensió (1974/1975)
- Detall d'una acció rutinària (1975/1975)
- Procés de contradicció suficient (1975/1976)
- Lectura a banda i banda de paret (1975/1977)
- D'esquerra a dreta, respectivament (1976/1978)
- Aquesta matinada i potser per sempre (1976/1980)
- S'han deixat els claus sota l'estora (1977/1978)
- Baixen a recules i amb les mans alçades (1977/1980)
- Exemplar d'arxiu, únicament persones autoritzades (1978/1982)
- Successimultani (1979/1981)
- No hi fa res si el comte-duc no va caure del cavall a Tàrrega (1980/1984)
- Crucifeminació (1981/1986)
- Domicili permanent (1982/1984)
- Els quaderns d'en Marc (1984/1984)
- Joc tapat (1984/1985)
- Múltiples notícies de l'edèn (1984/1985)
- La creació de la realitat, punt i seguit (1984/1987)
- Tot o nul (1985/1988)

### Cicles novel·lístics

#### "Temps obert" (1963-1969)
- "Temps obert 1: Un camí amb Eva" (1963/1988)
- "Temps obert 2: Se'n va un estrany" (1963/1968)
- "Temps obert 3: Falgueres informa" (1964/1968)
- "Temps obert 4: Situació analítica" (1964/1971)
- "Temps obert 5: Des d'uns ulls de dona" (1965/1994)
- "Temps obert 6: Unes mans plenes de sol" (1966/1972)
- "Temps obert 7: L'ordenació dels maons (1966/1991)
- "Temps obert 8: S'alcen veus del soterrani (1967/1976)
- "Temps obert 9: Pols nova de runes velles"(1967/1992)
- "Temps obert 10: Cartes a Jones Street (1968/1992)
- "Temps obert 11: Conjectures, de Daniel Bastida (1969/1980)

#### "La terra prohibida" (1957)
- "La terra prohibida 1: Les portes del passat (1957/1977)
- "La terra prohibida 2: La paraula dels botxins (1957/1977)
- "La terra prohibida 3: Les fronteres interiors" (1957/1978)
- "La terra prohibida 4. La nit horitzontal (1957/1979)

#### "Els anònims" (1970-1971)
- "Anònim I" (1970/1978)
- "Anònim II" (1970/1981)
- "Anònim III" (1971/1981)

#### "Els apòcrifs" (1978-1983)
- "Apòcrif u: Oriol" (1978/1982)
- "Apòcrif dos: Tina" (1979/1983)
- "Apòcrif tres: Verònica" (1981/1984)
- "Apòcrif quatre: Tilly" (1983/1985)

## Reculls de premsa
- Cal protestar fins i tot quan no serveix de res (2000)
- Cròniques (2007)